# 扬·范德赫拉夫
扬·范德赫拉夫（荷蘭語：Jan van de Graaff，1944年9月24日—），荷兰男子赛艇运动员。他曾代表荷兰参加1964年夏季奥林匹克运动会赛艇比赛，获得男子四人单桨有舵手铜牌。